# Katumba Wamala

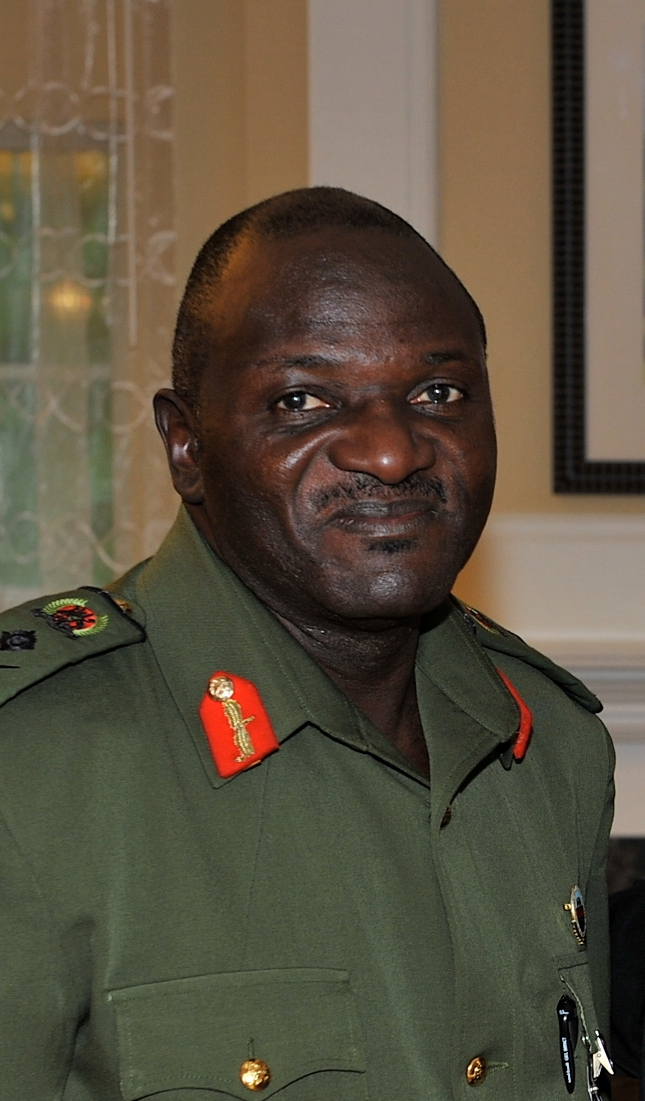
Katumba Wamala em 2010.

Edward Katumba Wamala, mais comummente conhecido como Katumba Wamala (Bweeza, 19 de novembro de 1956) é um general de Uganda que tem sido ministro de Estado para o trabalho no Governo de Uganda desde 17 de janeiro de 2017.
Ele serviu anteriormente como chefe das forças de defesa de Uganda, o mais alto escalão militar da Força de Defesa Popular de Uganda (UPDF), de 2013 a 2017. Ele foi o comandante das forças terrestres na UPDF de 2005 a 2013. Ele também serviu como inspetor geral de polícia (IGP) da Força Policial de Uganda (UPF), o posto mais alto do ramo do governo de Uganda, de 2001 até 2005. Wamala foi o primeiro soldado ativo da UPDF a servir como chefe da UPF.  

## Início de vida
Katumba nasceu em 19 de novembro de 1956 em Bweeza, distrito de Kalangala, Ilhas Ssese.

## Educação
Katumba detém um certificado em agricultura. Em 2007, ele formou-se na Universidade de Nkumba com um diploma de bacharel em relações internacionais e diplomacia. Ele também possui um grau de Master of Science em liderança estratégica do United States Army War College. Ele tem qualificações militares das seguintes escolas militares: Academia Militar de Uganda, Academia Militar da Tanzânia, Academia Militar na União Soviética, Colégio de Comando e Estado da Nigéria, Escola de Comando e Estado-Maior do Exército dos Estados Unidos e Escola de Guerra do Exército dos Estados Unidos.

## Carreira
Wamala era um oficial do Exército de Libertação Nacional de Uganda (UNLA) quando o Exército de Resistência Nacional (NRA) derrotou a UNLA em 1986. Ele fez a transição para a NRA sem incidentes.
Entre 1999 e 2000, ele foi aluno do US Army War College, em Carlisle, Pensilvânia. Entre 2000 e 2001, no posto de major-general, comandou as forças da UPDF na República Democrática do Congo. Ele foi nomeado IGP em 2001, servindo nessa capacidade até 2005. Ele foi então promovido a tenente-general e recebeu o título de comandante das forças terrestres, com base no Quartel Militar de Bombo, fazendo dele um dos mais altos oficiais do exército ugandense. No seu papel de comandante das forças terrestres, ele estava intimamente envolvido na missão de manutenção da paz que a UPDF realiza na Somália, comummente chamada de AMISOM.
Em 23 de maio de 2013, ele foi promovido ao posto de general de quatro estrelas e nomeado chefe das forças de defesa.